# Szydełko

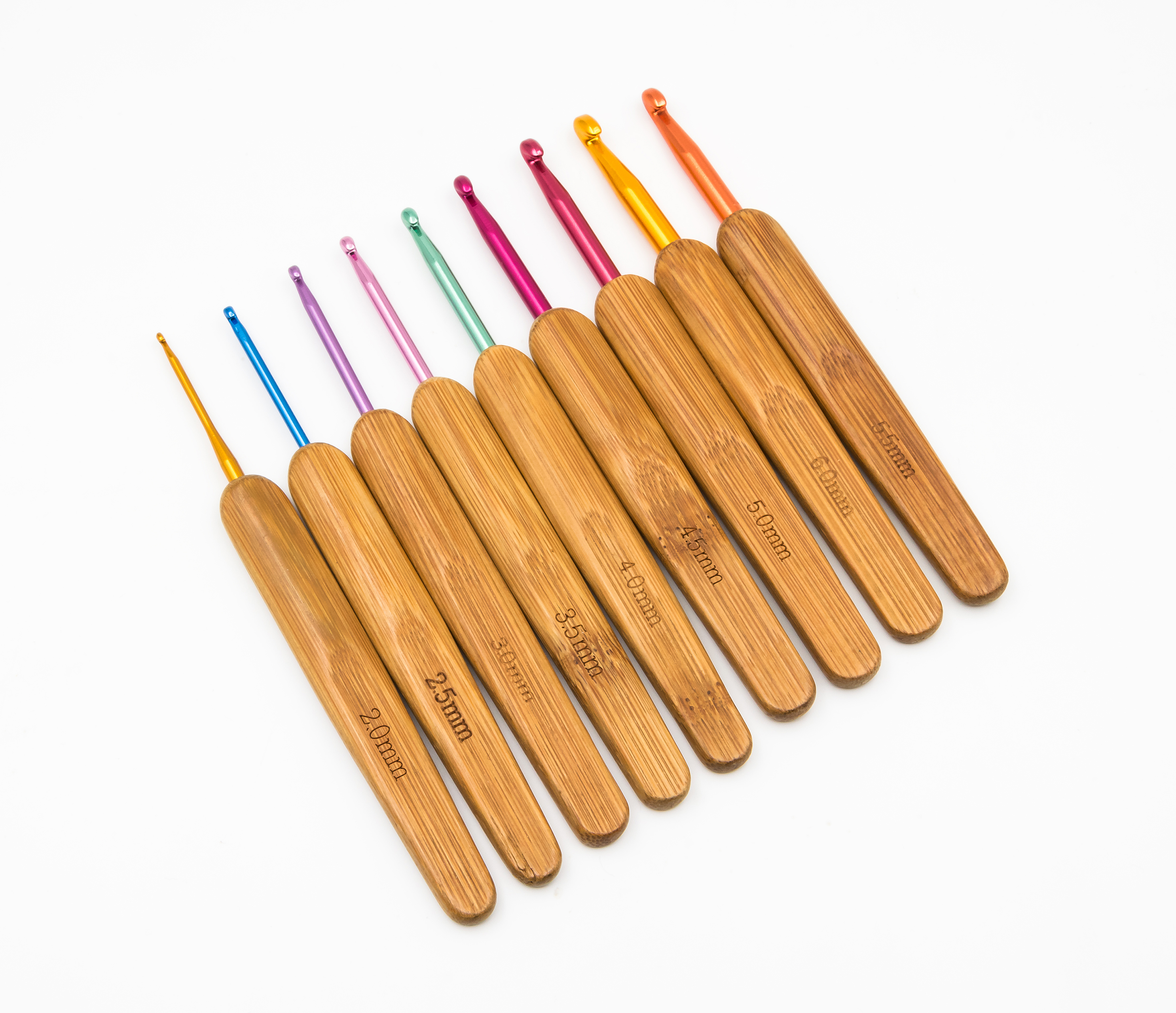
Szydełka o różnych średnicach

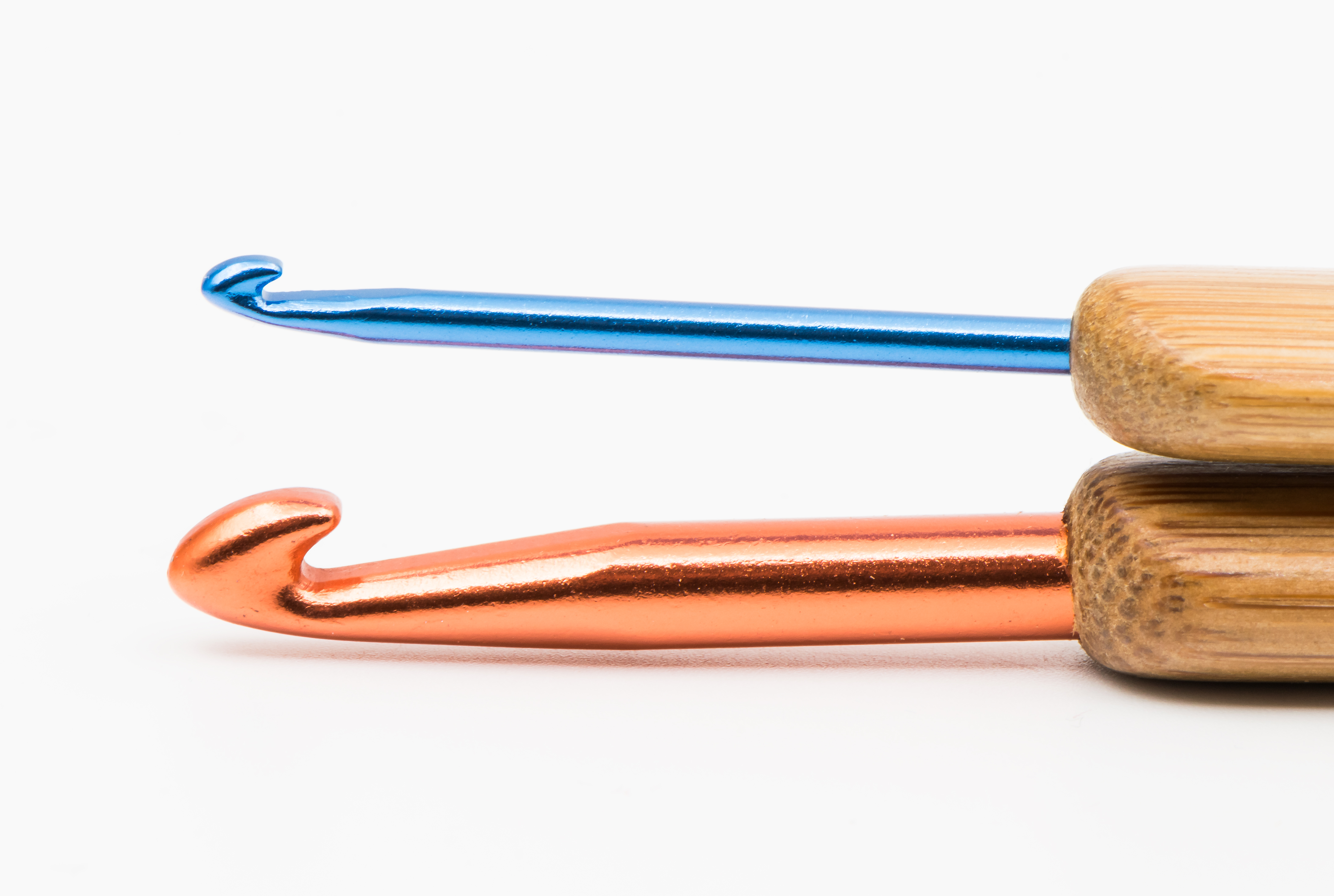
Końcówki szydełek

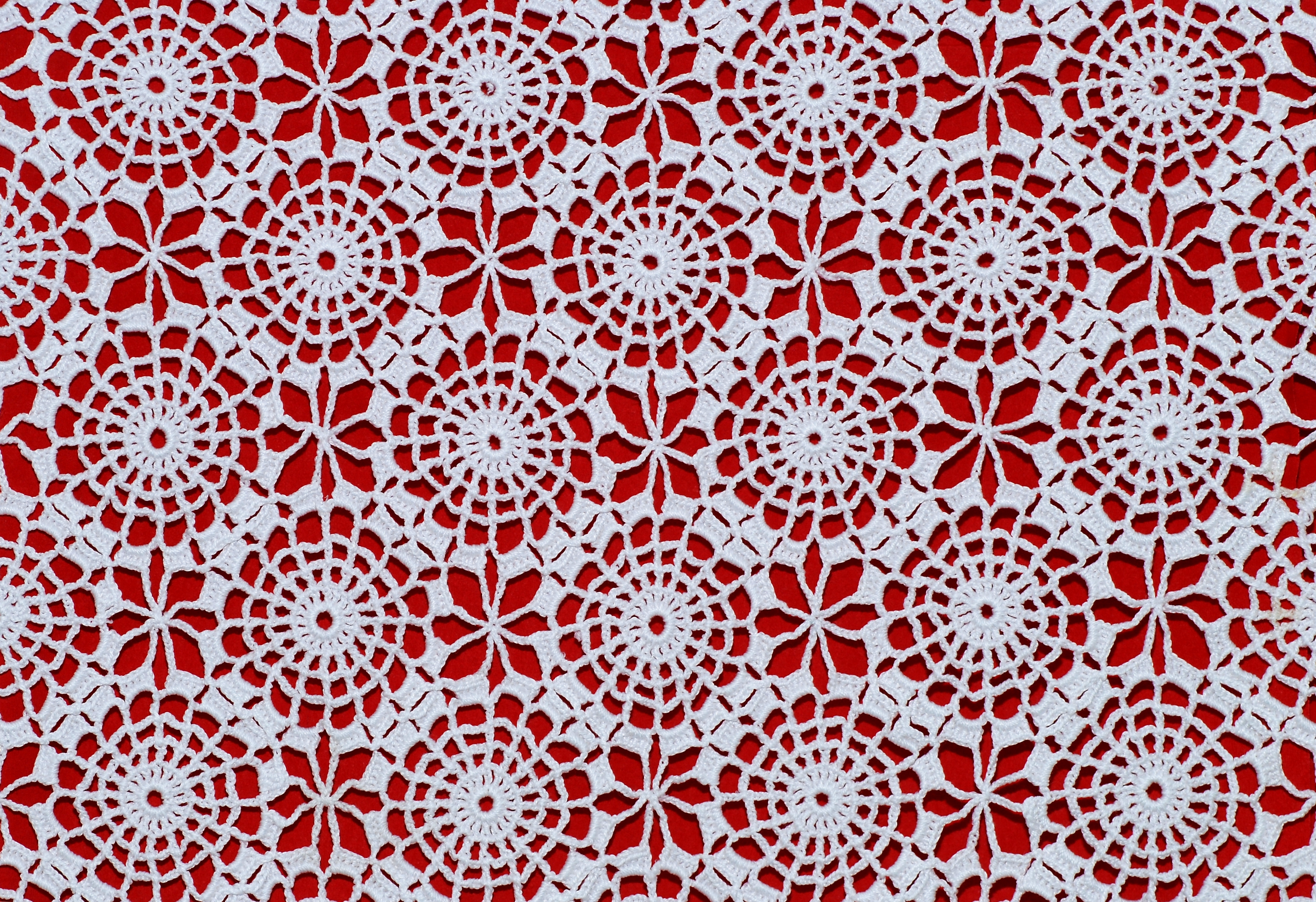
Obrus wykonany szydełkiem

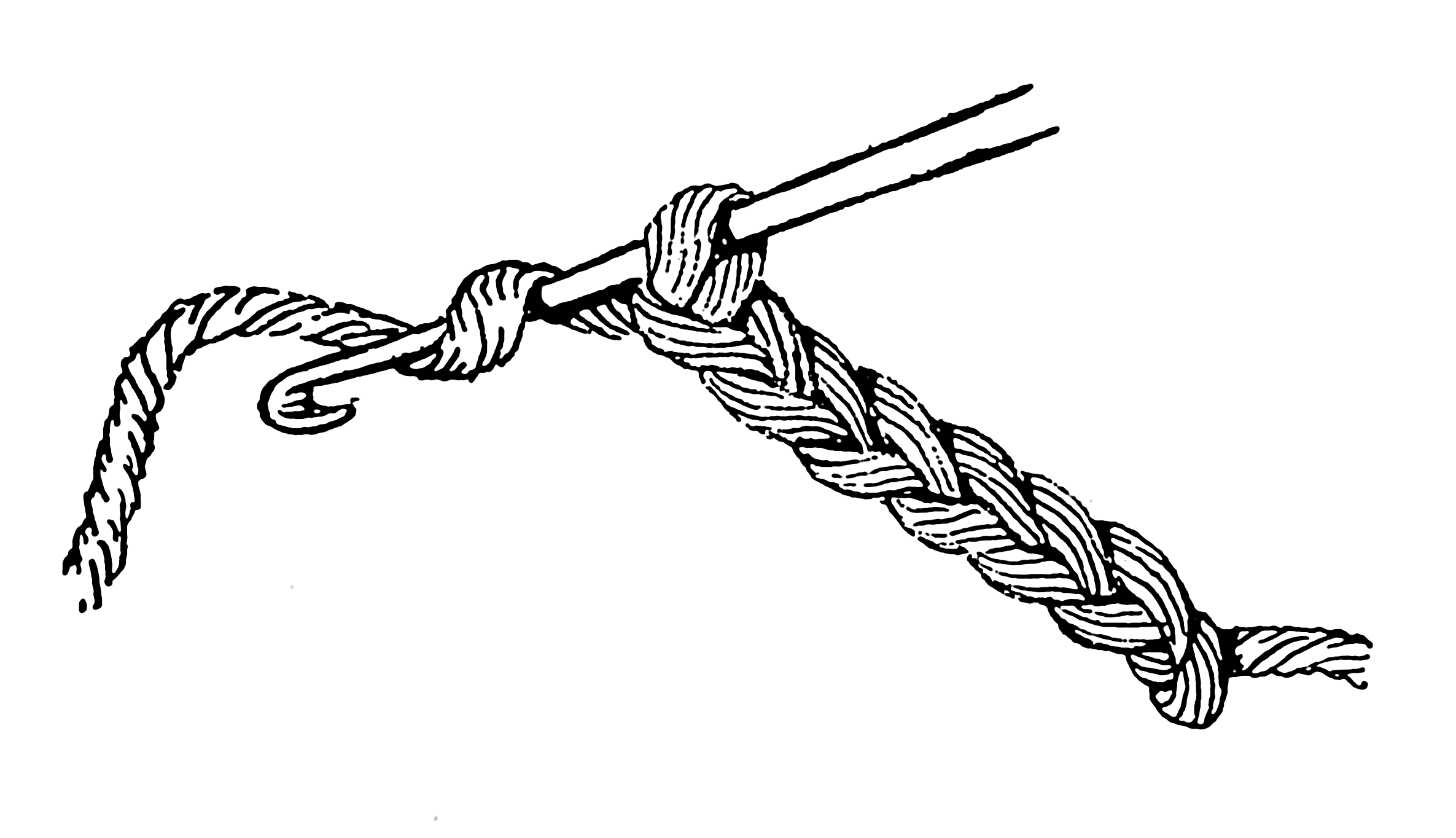
Ilustracja pokazująca podstawowy splot na szydełku - łańcuszek początkowy

Szydełko – narzędzie zakończone haczykiem, służące do ręcznego wyrobu dzianiny poprzez przeciąganie nici przez pętelki (szydełkowanie). Dwa podstawowe typy szydełek to klasyczne (krótkie, proste) i tunezyjskie (długie jak druty do robótek, zakończone ogranicznikiem zapobiegającym zsuwaniu się robótki).

## Opis
W przypadku szydełek cienkich, najczęściej spotykane są szydełka metalowe, natomiast szydełka grubsze są robione z plastiku, teflonu, bambusa lub kości słoniowej. Najważniejsze jest wykończenie powierzchni, które nie może utrudniać pracy przez zahaczanie włóczki. Dlatego najpopularniejsze są obecnie metalowe niklowane szydełka do koronek i teflonowane do włóczek wełnianych i wełnopodobnych.
Rozmiar szydełka, określający wielkość (grubość) haczyka, wyrażany jest często w milimetrach, przy czym zależy to od konkretnego producenta. Szydełka metryczne mają coraz większą grubość wraz ze zwiększaniem się nominalnego rozmiaru, natomiast niemetryczne – są coraz cieńsze, przy czym rozmiar "0" odpowiada grubości 3,25 mm. Dobór odpowiedniego rozmiaru zależy od grubości nici.
Najcieńsze nici do szydełkowania to bawełniane lub jedwabne kordonki, popularne jest jednak także dzierganie z włóczek o innym składzie: akrylu (anilany), wełny, poliestru i poliamidu.
Szydełkiem można dziergać zarówno odzież: czapki, szaliki, bluzki etc., jak i rozmaite wyroby koronkowe: serwety, zawieszki na okno, drobne ozdoby, a nawet biżuterię.
Poszczególne sploty uzyskiwane za pomocą szydełka są nierozciągliwe, łatwiej niż na drutach uzyskać tu ciekawe efekty ażurowe. Przykładowe sploty: ananasy, sploty tunezyjskie, filet, węzły Salomona. Podstawowe oczka wykonywane szydełkiem to oczka ścisłe, oczka łańcuszkowe, półsłupki, słupki i oczka rakowe (wykonywane wstecz).

## Regionalizmy
W różnych rejonach Polski szydełko nosiło lub nadal nosi różne nazwy:
- na Śląsku: hekiełka (szydełkowanie: heklowanie)[6]
- na Podlasiu: śpionek[7]